# María Luisa Sánchez Bustamante
María Luisa Sánchez Bustamante, född 1896, död 1988, var en boliviansk feminist.
Hon tillhörde pionjärerna inom kvinnorörelsen. Hon grundade 1923 Atene Femenino. 